# رضا حيدري
رضا حيدري (بالفارسية: رضا حیدری) هو لاعب كرة قدم إيراني في مركز حراسة المرمى، ولد في 1 ديسمبر 1992 في إيران. لعب مع نادي فجر شهيد سباسي ونادي نفط مسجد سليمان.

## وصلات خارجية
- رضا حيدري على موقع قاعدة بيانات كرة القدم.إي يو (الإنجليزية)
- رضا حيدري على موقع Soccerway.com (الإنجليزية)